# Condom
Condom, también llamado Condom-en-Armagnac, (en occitano Condòm) es una comuna francesa, subprefectura del departamento de Gers, situado en la región de Mediodía-Pirineos.

## Demografía
| 6850 | 7326 | 7853 | 7634 | 7717 | 7251 |
| Para los censos de 1962 a 1999 la población legal corresponde a la población sin duplicidades (Fuente: INSEE [Consultar]) |      |      |      |      |      |